# Messnerova strouha
Messnerova strouha – górski potok w Czechach, we wschodnich Karkonoszach, prawy dopływ Jelení potoku o długości ok. 2,5 km.
Źródła znajdują się na południowo-wschodnich zboczach Růžovej hory, na wysokości ok. 1225 m n.p.m., na wschód od Růžohorek. Potok płynie głęboko wciętą doliną na południowy wschód, a na ostatnim kilometrze na północny wschód. Uchodzi do Jelení potoku w dolnej części Lví důlu, w miejscu gdzie zaczyna się Jelení důl.
Messnerova strouha cały czas płynie na obszarze czeskiego Karkonoskiego Parku Narodowego (czes. Krkonošský národní park, KRNAP).